# Aram Il'ič Chačaturjan
Aram Il'ič Chačaturjan (in russo Аpaм Ильич Хачатурян?; in armeno Արամ Խաչատրյան?, Aram Xačatryan; Tbilisi, 6 giugno 1903 – Mosca, 1º maggio 1978) è stato un compositore, pianista e didatta sovietico di etnia armena.

## Biografia
Nato e cresciuto a Tbilisi, la capitale della Georgia, Khachaturian si trasferì a Mosca nel 1921 in seguito alla sovietizzazione del Caucaso. Nato da una famiglia armena povera e senza previa formazione musicale, fu ammesso all'Accademia russa di musica Gnesin grazie al suo talento musicale, proseguendo poi gli studi presso il Conservatorio di Mosca nella classe di Nikolaj Mjaskovskij, tra gli altri. Studiò a Mosca violoncello e composizione, affermandosi in breve come uno dei principali compositori sovietici della sua generazione.
Nel 1929 si trasferì al Conservatorio di Mosca: negli anni '30 sposò la compositrice Nina Makarova. Insegnante dal 1951 al Conservatorio di Mosca, organizzatore e animatore della vita musicale, ottenne dallo stato sovietico i più alti riconoscimenti, come il premio Lenin e il premio Stalin. Morì a Mosca il 1º maggio 1978, a quasi settantacinque anni, e fu sepolto a Yerevan, capitale dell'allora repubblica sovietica dell'Armenia.

## Stile
La musica di Chačaturjan, appassionata, spesso illustrativa, esprime appieno la poetica del realismo socialista, inteso nell'accezione meno problematica. Perciò l'urgenza comunicativa dell'autore si esprime attraverso una sintassi spontanea, immediata, ottimistica, lontana dalla sensibilità di Šostakovič, suo contemporaneo, che ebbe prospettive culturali e filosofiche più ampie e complesse.
Chačaturjan spesso fa uso di stilemi e atteggiamenti folcloristici, inseriti in un tessuto post-romantico, impreziosito dalle moderne conquiste in campo timbrico e orchestrale, fedele al tonalismo e che si articola secondo schemi classici liberamente ricreati.
L'estetica di Chačaturjan si può avvicinare a quella di Kabalevskij, altro autore che appartiene al periodo della crisi del linguaggio dei compositori sovietici; la sua opera nel complesso rimane sempre godibilissima, ricca di idee e impulsi vitali. Chačaturjan, insieme ai coetanei Sergej Prokof'ev e Dmitrij Šostakovič, fu il fondatore del cosiddetto movimento russo I Titani, caratterizzato dalla crisi del linguaggio sovietico, dalla musica definita "di massa" e dalle armonie fedeli alla tonalità e alla melodia.

## Composizioni famose
Sicuramente il pezzo più famoso di Chačaturjan è la Danza delle sciabole (o Danza delle spade) dal quarto atto del balletto Gayaneh. La danza viene spesso usata nel circo o in altri ambiti che l'hanno resa (ingiustamente?) legata a un'immagine diversa da quella degli scenari orientali.
Altro pezzo celebre del compositore armeno è Il Concerto per pianoforte e orchestra, uno dei pochissimi pezzi dove viene usato uno strumento di nuova generazione, il Flexatone. Con struttura classica, il concerto prende spunto molto dal lavoro del compositore coevo Sergej Rachmaninov, soprattutto nelle fatiscenti atmosfere del secondo tempo, Andante con Anima, con la sua massiccia cadenza, somigliante a quella presente nel Terzo concerto per pianoforte del sopracitato compositore.
Famosa è anche la Toccata per pianoforte in Mi bemolle minore (1932), una delle poche toccate moderne presenti nel repertorio pianistico. L'Adagio del Gayaneh è stato utilizzato da Stanley Kubrick per sonorizzare la sequenza del "jogging sull'astronave Discovery" nel suo capolavoro 2001: Odissea nello spazio. Pezzo altrettanto famoso è l'Adagio tratto dal balletto Spartacus and Phrygia.

## Composizioni

### Musiche per balletto e di scena
- Debito d'onore (Долг чести, Dolg česti) (1931)
- Macbeth (Макбет, Makbet) (1933)
- Gran giorno (Большой день, Bol'šoj den) (1937)
- Baku (Баку) (1937)
- Felicità (Счастье, Sčast'e) (1939)
- Masquerade (Маскарад, Maskarad) (1941)
- Gayane (Гаянэ, Gajanė) (1941)
- Il'ja Golovin (Илья Головин, Il'ja Golovin) (1949)
- Lermontov (Лермонтов, Lermontov) (1954)
- Spartacus (Спартак, Spartak) (1955)
- Macbeth (Макбет, Makbet) (1955)
- Re Lear (Король Лир, Korol' Lir) (1958)

### Musica sinfonica
- Suite di danze (1933)
- Sinfonia n.1 (1934)
- Concerto per pianoforte e orchestra (1936)
- Concerto per violino e orchestra (1940)
- Sinfonia n.2 "La Campana", prima versione (1943)
- Sinfonia n.2 "La Campana", seconda versione (1944)
- Fantasia russa (1944)
- Concerto per violoncello e orchestra (1946)
- Sinfonia n.3 con tredici trombe e organo (1947)
- Ode in memoria di Vladimir Lenin (1948)
- Poema trionfale (1950)
- Quadri sinfonici da "Spartacus" (1955)
- Concerto-rapsodia per violino e orchestra (1961)
- Concerto-rapspodia per violoncello e orchestra (1963)
- Concerto-rapsodia per pianoforte e orchestra (1968)

### Musica da camera
- Sogno, per violoncello e pianoforte (1927)
- Pantomima per oboe e pianoforte (1927)
- Quartetto per archi (1931)
- Sonata per violino e pianoforte (1932)
- Trio per clarinetto, violino e pianoforte (1933)
- Sonata per violoncello solo (1974)
- Sonata per pianoforte (1961 rev. 1976)
- Sonatina per pianoforte (1959)
- Toccata per pianoforte
- Sonata per viola sola